# Eiko Andō
 (décembre 2020).
Si vous disposez d'ouvrages ou d'articles de référence ou si vous connaissez des sites web de qualité traitant du thème abordé ici, merci de compléter l'article en donnant les références utiles à sa vérifiabilité et en les liant à la section « Notes et références ».
Eiko Andō (安藤 永子, Andō Eiko), née le 8 mai 1934 à Harbin et morte le 28 août 2018 à New York, est une actrice nippo-américaine connue pour son rôle d'Okichi aux côtés de John Wayne dans Le Barbare et la Geisha en 1958.

## Biographie
Eiko Andō est née à Harbin, Heilongjiang, dans l'État fantoche japonais du Mandchoukouo (aujourd'hui le nord-est de la Chine ), d'un père industriel japonais. Quand les communistes ont pris la Chine, la famille a fui de nouveau au Japon. Après la mort de son père en 1953, elle est allée travailler comme chanteuse, puis comme danseuse burlesque. 
Au moment du tournage de Le Barbare et la Geisha, elle mesurait 1,70 m (5 pieds 7 pouces) et pesait 52 kg (115 livres). Alors que le réalisateur John Huston était à la recherche d'une actrice pour le rôle d'Okichi, un ami d'Ando qui travaillait dans le bureau de Tokyo du 20th Century Fox, l'a recommandé à John Huston. Après avoir auditionné 33 autres actrices, John Huston l'a vue, et lui ainsi que le producteur Eugene Frenke ont décidé finalement de la choisir, principalement en raison de sa taille, plus adaptée au rôle que celle des autres femmes.
Eiko Andō meurt le 28 août 2018 à New York à l'âge de 84 ans.

## Filmographie
- 1958 : Le Barbare et la Geisha (The Barbarian and the Geisha) de John Huston : Okichi